# Applied Catalysis
Applied Catalysis (abgekürzt Appl. Catal.) war eine wissenschaftliche Fachzeitschrift, die zunächst monatlich und später halbmonatlich im Peer-Review-Verfahren bei Elsevier erschien. Die Zeitschrift erschien von 1981 bis 1991 und behandelte Themen aus dem Bereich der Katalyse. Seit 1991 erscheinen zwei verschiedene Publikationen: Applied Catalysis A: General und Applied Catalysis B: Environment and Energy.

## Applied Catalysis A: General
Applied Catalysis A: General (abgekürzt Appl. Catal. Gen.) ist eine wissenschaftliche Fachzeitschrift, die halbmonatlich im Peer-Review-Verfahren bei Elsevier erscheint. Die Zeitschrift erschien erstmals 1991 und behandelt alle Aspekte der Katalyse, die im industriellen und akademischen Bereich von grundlegendem und praktischem Interesse sind. Hierzu zählen insbesondere Beiträge mit potenziellen praktischen Auswirkungen durch die Untersuchung neuer Konzepte oder neuer Ansätze für katalytische Prozesse und Materialien. Der Impact Factor lag 2023 bei 4,7. Chefredakteur der Zeitschrift ist Justin Hargreaves von der University of Glasgow.

## Applied Catalysis B: Environment and Energy
Applied Catalysis B: Environment and Energy (abgekürzt Appl. Catal. Env.) ist eine wissenschaftliche Fachzeitschrift, die halbmonatlich im Peer-Review-Verfahren bei Elsevier erscheint. Die Zeitschrift erschien erstmals 1992 und umfasst Beiträge aus dem Bereich der Thermo-, Elektro- und Photokatalyse zur Förderung sauberer Energie und zur Entwicklung nachhaltiger Umweltlösungen. Der Impact Factor lag 2023 bei 20,3. Chefredakteure der Zeitschrift sind Rose Amal von der University of New South Wales, Carolina Belver von der Autonomen Universität Madrid und Yong Wang von der Washington State University und dem Pacific Northwest National Laboratory.